# Stefan Stefanowski
Stefan Wincenty Stefanowski ps. „Tarcza”, „Stefenson” (ur. 13 sierpnia 1894 w Konecku, zm. 1940 w Kalininie) – przodownik Policji Państwowej, ofiara zbrodni katyńskiej.

## Życiorys
Syn Józefa i Anastazji z Olewińskich. Od 1916 roku w Polskiej Organizacji Wojskowej, komendant oddziału w Skulsku koło Konina. Od 11 listopada 1918 roku do 14 listopada 1920 roku ochotniczo w Wojsku Polskim, uczestnik wojny polsko-bolszewickiej, służył w żandarmerii polowej na Froncie Litewsko-Białoruskim. Od 5 lutego 1921 roku w Policji Państwowej, pełnił służbę w Łodzi, we wrześniu 1939 roku w Wydziale Śledczym Komendy Miasta Łodzi.
Po agresji ZSRR na Polskę w 1939 roku znalazł się w niewoli radzieckiej w specjalnym obozie NKWD w Ostaszkowie. Zamordowany przez NKWD w Kalininie (obecnie Twer) wiosną 1940. Pochowany w Miednoje.
Postanowieniem Prezydenta RP Lecha Kaczyńskiego z 5 października 2007 został awansowany pośmiertnie na stopień aspiranta Policji Państwowej. Awans został ogłoszony 10 listopada 2007 w Warszawie, w trakcie uroczystości „Katyń Pamiętamy – Uczcijmy Pamięć Bohaterów”.

## Ordery i odznaczenia
- Krzyż Niepodległości – 18 października 1932 „za pracę w dziele odzyskania niepodległości”[2]
- Krzyż Walecznych (trzykrotnie)
- Brązowy Krzyż Zasługi
- Medal Pamiątkowy za Wojnę 1918–1921
- Medal Dziesięciolecia Odzyskanej Niepodległości
- Krzyż Kampanii Wrześniowej - pośmiertnie 1 stycznia 1986[3]